# 阿木駅
阿木駅（あぎえき）は、岐阜県中津川市阿木にある明知鉄道明知線の駅である。駅番号は8。

## 歴史
- 1933年（昭和8年）5月24日：国鉄明知線大井 - 阿木間開通時に開業[1][2]。一般駅[2]。
- 1961年（昭和36年）5月21日：貨物の取扱を廃止（旅客駅となる）[2]。
- 1974年（昭和49年）
  - 4月1日：駅での出札および改札を省略[4]。
  - 12月1日：荷物の取扱を廃止[5]。駅員無配置駅となる[3]。
- 1985年（昭和60年）11月16日：明知鉄道に転換[1]。交換設備（1面1線）を廃止。

## 駅構造
1面1線の単式ホームを持つ地上駅。無人駅である。もう1面ホームがあるが、国鉄明知線転換以降使用されていない。
駅舎を利用して歯科医院がある。明智側に側線があり、アケチ1形が留置され、倉庫に使用されている。

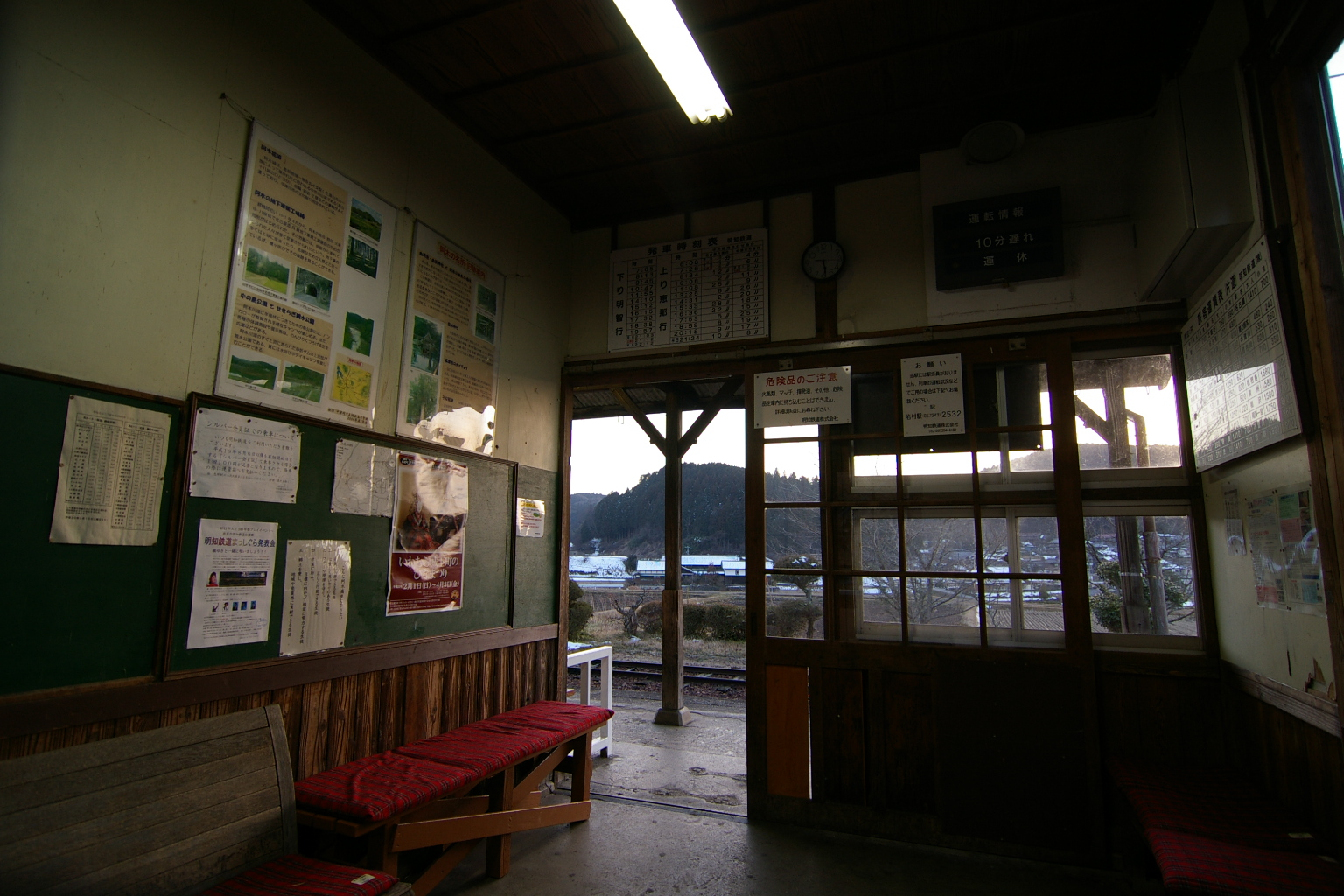
駅舎内（2009年2月）
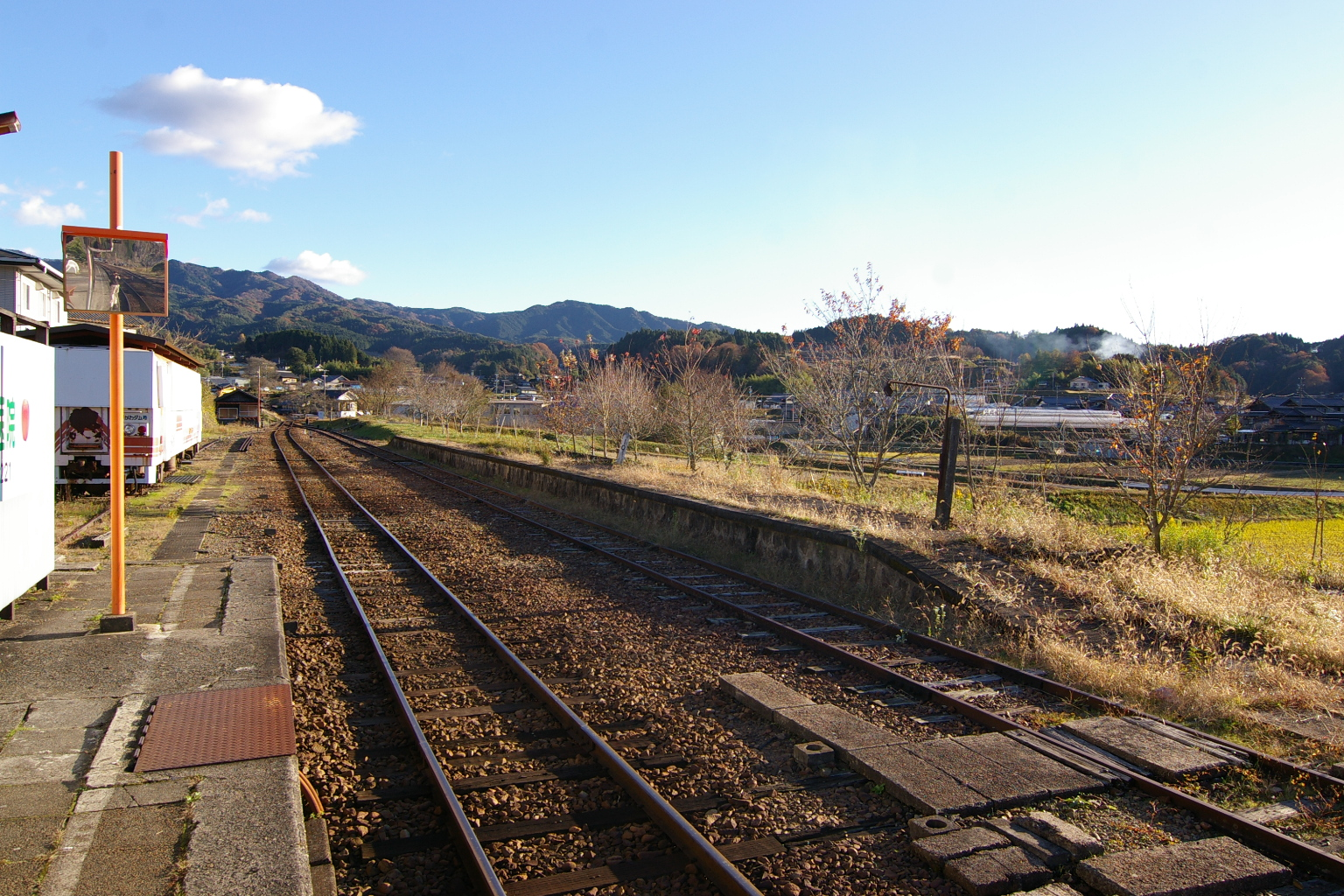
構内。廃止されたホームがそのまま残る（2009年11月）

## 利用状況
| 年度               | 1日平均乗車人員 |
| ------------------ | --------------- |
| 2011年（平成23年） | 190             |
| 2012年（平成24年） | 89              |
| 2013年（平成25年） | 201             |
| 2014年（平成26年） | 176             |
| 2015年（平成27年） | 164             |
| 2016年（平成28年） | 126             |

## 駅周辺
中津川市阿木地区の中心地。この駅から阿木地区市街地が始まる。近くを阿木川が流れている。
- 中津川市立阿木小学校
- 中津川市立阿木中学校
- 中津川市立阿木高等学校
- 水資源機構阿木川ダム
- 国道363号
- HYキャンプ場

## 隣の駅
明知鉄道
■明知線
- 急行「大正ロマン号」停車駅

飯沼駅（9） - 阿木駅（8） - 飯羽間駅（7）